# Elizabeth Roger's Virginal Book
L''Elizabeth Rogers Virginal Book' è un manoscritto musicale compilato alla metà del XVII secolo da persona o persone sconosciute. Fra tutti i cosiddetti "virginal books" inglesi, questo è l'unico che menzioni lo strumento musicale per il quale è stata scritta l'opera.

## Manoscritto
Il manoscritto è un volume di 60 pagine, con pentagramma di sei righi, contenente 94 pezzi per strumenti a tastiera e 18 Voycall lezioni vocali. È stato trascritto nel 1949 utilizzando parte delle copertine originali. La prima pagina reca l'iscrizione  Elizabeth Rogers hir virginall booke. Ffebruary ye 27 1656. Tuttavia nella stessa pagina è riportato il nome Elizabeth Fayre ed è stato suggerito che queste due Elizabeth potrebbero essere la stessa persona, prima e dopo il matrimonio.
Vi sono poi altri scritti, compreso il nome "John Tillett", che potrebbe essere stato un susseguente proprietario del manoscritto, alcuni frammenti poetici e note sull'accordatura della viola. Esistono anche tre indici incompleti. Dallo studio del manoscritto si notano almeno quattro mani diverse che hanno collaborato alla stesura.
Il manoscritto è oggi conservato alla British Library, catalogato come Additional Manuscript 10337.

## Contenuto
I pezzi contenuti nel manoscritto sono relativamente semplici e scritti per un musicista dilettante. Vi sono pezzi su temi popolari, movimenti di danza e composizioni vocali. Nessuno dei pezzi per tastiera riporta il nome del compositore e solo alcuni dei pezzi vocali risultano attribuiti, ma altri sono identificabili da altre fonti. Fra questi si ricordano: William Byrd, con Battel suite, datata almeno dal 1591, Orlando Gibbons, Henry Lawes e suo fratello William, Robert Johnson e Nicholas Lanier. Diversi pezzi sono attribuiti a Thomas Strengthfield, di cui nulla si conosce, ma che potrebbe essere stato l'insegnante di musica di Elizabeth. Altri pezzi sono attribuiti a John Balls (morto nel 1622), a wait (musicista pubblico) della città di Londra e John Wilson che lo sostituì.
1. Sr Tho: ffairfax Marche
2. Nanns Maske (Orlando Gibbons)
3. Almaygne
4. The ffairest Nimphes the valleys or mountaines euer bred, & c.
5. The Scots Marche
6. Prince Ruperts Martch
7. One of ye Symphon(ies)
8. One of ye Symphon(ies) (William Lawes)
9. Selebrand (Sarabande)
10. When the King enioyes his owne againe
11. Almaygne
12. A Trumpett tune
13. Essex last goodnight
14. Almaygne per Tho: Strengthfield
15. The Corrant to ye last Alm(aygne) per Tho: Strengthfield
16. Ruperts Retraite
17. Almaygne per Tho: Strengthfield
18. Corrant to ye former Alma(ygne) per Tho: Strengthfield
19. [Untitled]
20. The Nightingale
21. Corrant Bear
22. Selebrand Beare
23. Corrant Beare
24. Almayne
25. Corrant
26. Corrant Beare
27. Corrant Beare
28. The Battaile (William Byrd): The Souldiars summons
29. The Martch of ffoote
30. (The) Martch (of) horse
31. The Trumpetts
32. The Irish Martch
33. Bagpipes
34. The Drum and fflute
35. The Martch (to) ye ffight
36. Tarra-tantarra
37. (The) Battell Joyned
38. Retrait
39. The Buriing of the dead
40. The Souldiers delight
41. Corrant
42. Selebrand
43. A Maske
44. Corrant
45. Selebrand
46. Ly still my Deare
47. The Chestnut
48. Cloris sight (sighed)
49. Now ye springe is comne
50. Oh Iesu meeke
51. Corrant
52. Corrant
53. Maske
54. Corrant
55. Almaygne
56. Lupus Ayre (Thomas Lupo?)
57. Could thine incomparable eye
58. Almaygne: Mr Johnson
59. Mock-Nightingale
60. What if the King should come to ye City
61. The Kings Complaint
62. Almaygne
63. Corrant
64. Selebrand
65. My delyght
66. A Scotts Tuen
67. An Irish Toy
68. Allmayne
69. The spaynard (Spaniard)
70. [Untitled]
71. Selabrand
72. The ffinex (Phoenix)
73. The faithfull Brothers
74. A Corant
75. This soldier loues
76. Carron o carron (Caronte)
77. A horne pipe
78. Almaygne
79. Corrant per Tho: Strengthfield
80. Selebrand
81. Almaine
82. Corant
83. Almaygne
84. I wish noe more (Nicolas Lanier)
85. [Untitled]
86. Selebrand
87. Loue is strange
88. Almaygne Mercure
89. Glory of ye North
90. Almaine
91. Merceur (Mercury)
92. Corrant
93. Corrant
94. Phill: Porters Lamentation
95. Psalme 42 (William Lawes)
96. Must your faire
97. Since tis my fate
98. No flattring pellow
99. Baloo my boy
100. Ile wish no more
101. Deerest loue
102. No noe I tell ye no
103. O that myne eyes
104. Yes I could loue
105. Lett god the god of Battaile Rize
106. Sing to the king of kings (William Lawes)
107. Psalme 39. verse 12 (William Lawes)
108. I preethe sweete (Henry Lawes)
109. fyer (Nicholas Lanier: lyrics by Thomas Campion)
110. Come you pritty (Thomas Campion)
111. All you forsaken louers
112. Think not deare (William and Henry Lawes)